# Univerzita v Sarajevu

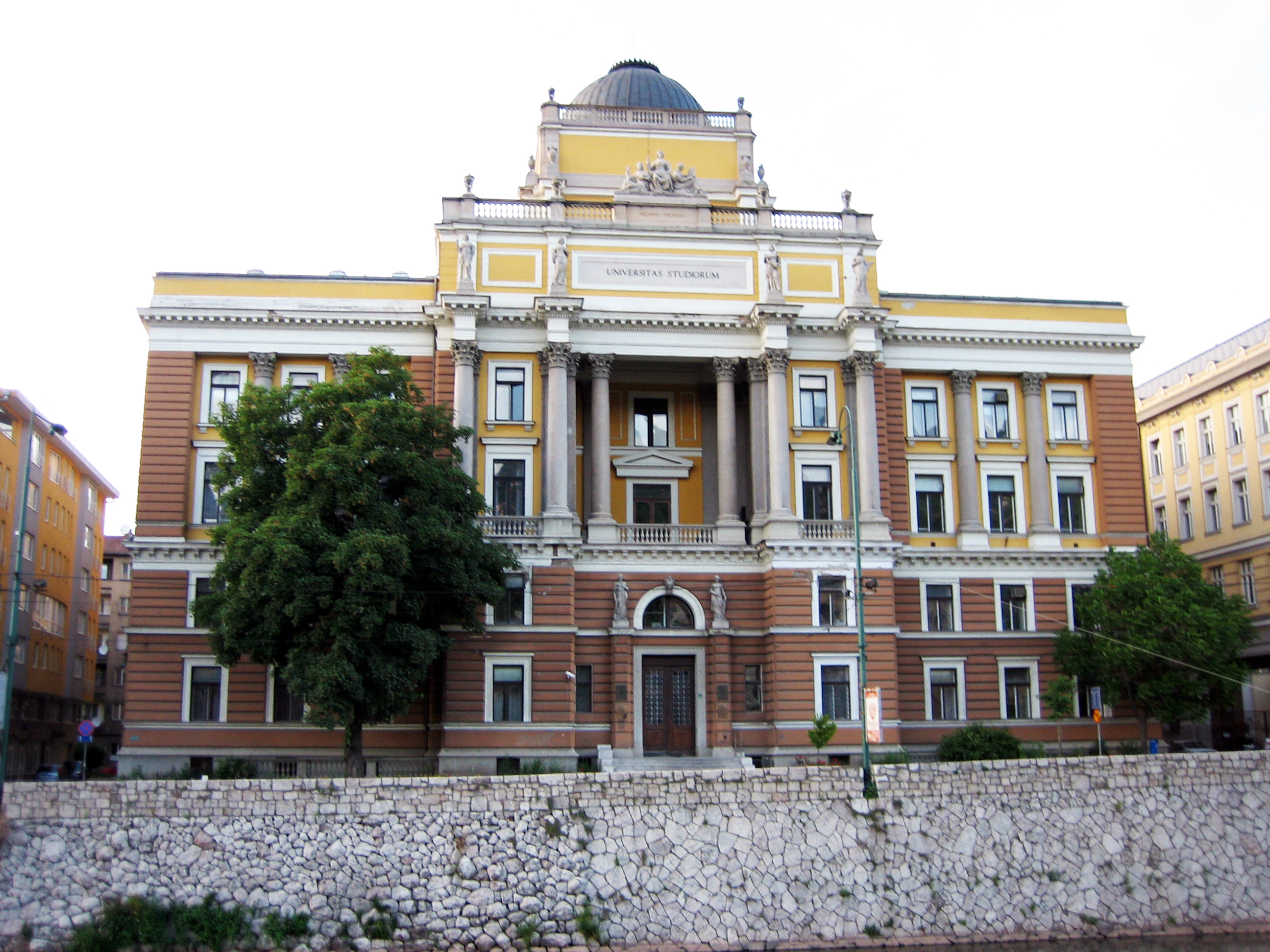
Rektorát a Právnická fakulta Univerzity v Sarajevu

Univerzita v Sarajevu (srbochorvatsky/bosensky Univerzitet u Sarajevu, latinsky Universitas Studiorum Saraievoensis) je nejstarší a největší vysokou školou v Bosně a Hercegovině.

## Historie
Univerzita se neformálně hlásí k odkazu školy sufijské filozofie (hanikah), kterou roku 1531 v Sarajevu založil osmanský místodržící Gazi Husrev-beg. Ta byla roku 1537 doplněna ústavem islámského práva a teologie, Gazi Husrev-begovou medresou, a knihovnou. V tomto ohledu univerzita napodobovala strukturu tehdejších křesťanských univerzit, kde se studovaly teologie, právo a filosofie. Roku 1887, v době rakousko-uherské okupace země, pak byla v bosenskohercegovské metropoli otevřena Šarí‘atská soudní škola.
Moderní historie Univerzity v Sarajevu se začala psát otevřením několika na sobě nezávislých fakult ve 40. letech 20. století. Jako první byla v březnu 1940 zřízena Zemědělsko-lesnická fakulta (Poljoprivredno-šumarski fakultet, výuka trvala sotva tři měsíce, po německé invazi v dubnu 1941 trvale přerušila činnost), následně ji v březnu roku 1944 doplnila Lékařská fakulta (Medicinski fakultet, krátce po válce 1945 ukončila činnost) jako odloučené pracoviště Lékařské fakulty Univerzity v Záhřebu. Krátce po druhé světové válce, konkrétně roku 1946, byly nově otevřeny Právnická fakulta (Pravni fakultet), Lékařská fakulta (Medicinski fakultet), Vyšší škola pedagogická (Viša pedagoška škola), Ústav biologie (Biološki institut, od 1992 součást Fakulty matematiky a přírodních věd), Svazová vysoká škola horského hospodaření (Savezna visoka škola za planinsko gazdovanje) a Vysoká škola politických věd (Visoka škola političkih nauka). V návaznosti na to republikový parlament Bosny a Hercegoviny (Skupština Narodne Republike Bosne i Hercegovine) roku 1949 přijal Zákon o Univerzitě v Sarajevu. Nato 2. prosince 1949 byl zvolen první rektor Vaso Butozan a univerzita oficiálně začala fungovat. V tom samém roce otevřela své brány Technická fakulta (Tehnički univerzitet) se stavební a architektonickou specializací.

## Studium
Koncem roku 2018 univerzitu navštěvovalo 27 116 studentů, z toho 16 417 (61 %) žen, přičemž 25 218 (93,0 %) se zapsalo na dělené studium v rámci Boloňského procesu. Dle druhu vzdělávání se rozlišuje studium řádné či denní (redovno – 43 %), denní pro samoplátce (redovno samofinansirajuće – 37 %), kombinované či mimořádné (vanredno – 14 %) a distanční (učenje na daljinu – 6 %). Mezi studujícími převládají občané Bosny a Hercegoviny (v tom 59 % z Kantonu Sarajevo, Zenicko-dobojského kantonu 13 %, Středobosenského kantonu 9 % a Tuzlanského kantonu 5 %), ze zahraničí pochází jen 3 % zapsaných studentů. Jednotlivé obory jsou členěny na společenské vědy (37 % studentů), technické vědy (19 %), lékařské vědy (16 %), humanitní vědy (14 %), přírodovědnomatematické vědy (12 %) a vědy o umění (2 %). Mezi nejnavštěvovanější součásti univerzity patří Ekonomická fakulta (3449, 13 %), Fakulta politických věd (2412, 9 %), Filozofická fakulta (2237, 8 %) a Právnická fakulta (1973, 7 %).

## Součásti univerzity

### Fakulty
- Akademie výtvarných umění (Akademija likovnih umjetnosti, založena 1972)
- Akademie scénických umění (Akademija scenskih umjetnosti, založena 1981)
- Fakulta architektury (Arhitektonski fakultet, založena 1961 po rozpuštění Technické fakulty)
- Fakulta ekonomická (Ekonomski fakultet, založena 1952)
- Fakulta elektrotechnická (Elektrotehnički fakultet, založena 1961 po rozpuštění Technické fakulty)
- Fakulta kriminalistiky, kriminologie a bezpečnostních studií (Fakultet za kriminalistiku, kriminologiju i sigurnosne studije, založena 1993)
- Fakulta politických věd (Fakultet političkih nauka, založena 1961, dříve 1946–1960 jako Visoka škola političkih nauka)
- Fakulta tělesné výchovy a sportu (Fakultet sporta i tjelesnog odgoja, založena 1963)
- Fakulta dopravní (Fakultet za saobraćaj i komunikacije, založena 1977)
- Fakulta zdravotnických studií (Fakultet zdravstvenih studija, založena 2008, původně 1973 odštěpením od Lékařské fakulty vznikla Viša medicinska škola, od 2003 pak jako Visoka zdravstvena škola)
- Farmaceutická fakulta (Farmaceutski fakultet, od 1973 jako Katedra farmacie Lékařské fakulty, od 1974 samostatná fakulta)
- Filozofická fakulta (Filozofski fakultet, založena 1950)
- Fakulta stavební (Građevinski fakultet, založena 1961 po rozpuštění Technické fakulty)
- Fakulta strojní (Mašinski fakultet, založena 1961 po rozpuštění Technické fakulty, kde od 1958 existovala Katedra strojní)
- Lékařská fakulta (Medicinski fakultet, založena 1946, odloučené pracoviště Lékařské fakulty Univerzity v Záhřebu 1944–1945, které bylo na konci války rozpuštěno)
- Hudební akademie (Muzička akademija, založena 1955)
- Pedagogická fakulta (Pedagoški fakultet, založena 2009, dříve od 1946 jako Viša pedagoška škola, pak od 1969 Pedagoška akademija)
- Fakulta zemědělská (Poljoprivredni fakultet, založena 1946 jako Savezna visoka škola za planinsko gazdovanje, od 1948 jako Poljoprivredno-šumarski fakultet, 1958 rozštěpení fakulty na samostatnou lesnickou a zemědělskou část, od 1958 pod současným názvem)
- Právnická fakulta (Pravni fakultet, založena 1946)
- Fakulta matematiky a přírodních věd (Prirodno-matematički fakultet, založena 1960 odštěpením od Filozofické fakulty)
- Fakulta zubního lékařství (Stomatološki fakultet, založena 1974 odštěpením od Lékařské fakulty)
- Fakulta lesnická (Šumarski fakultet, založena 1946 jako Savezna visoka škola za planinsko gazdovanje, od 1948 jako Poljoprivredno-šumarski fakultet, 1958 rozštěpení fakulty na samostatnou lesnickou a zemědělskou část, od 1958 pod současným názvem)
- Fakulta veterinárního lékařství (Veterinarski fakultet, založena 1949)
- Fakulta islámských věd (Fakultet islamskih nauka, založena 1977 jako Islamski teološki fakultet, od 1992 pod současným názvem)
- Katolická bohoslovecká fakulta (Katolički bogoslovni fakultet, založena 2009, dříve 1893–1944 a od 1972 jako Vrhbosansko bogoslovno sjemenište, pak od 1980 Vrhbosanska visoka teološka škola, od 1990 coby odloučené pracoviště Katolické bohoslovecké fakulty v Záhřebu, 1992–1996 sídlí v Dominikánském klášteře ve městě Bol na chorvatském ostrově Brač, od 1996 jako Vrhbosanska katolička teologija)

### Ústavy
- Ústav pro výzkum zločinů proti lidskosti a mezinárodního práva (Institut za istraživanje zločina protiv čovječnosti i međunarodnog prava, založen 1992)
- Historický ústav (Institut za historiju, založen 1958 jako Institut za proučavanje istorije radničkog pokreta, od 1973 pod současným názvem)
- Orientální ústav (Orijentalni institut u Sarajevu, od 1950 jako součást Zemského muzea v Sarajevu, od 1967 samostatné pracoviště)
- Ústav genetického inženýrství a biotechnologie (Institut za genetičko inženjerstvo i biotehnologiju, založen 1988 jako Centar za genetičko inženjerstvo i biotehnologiju, od 1993 pod současným názvem)
- Ústav pro jazyk (Institut za jezik, založen 1972, od 1977 přidružené pracoviště Filozofické fakulty)

### Přidružené součásti
- Ekonomicko-správní fakulta (Fakultet za upravu, založena 2005)
- Národní a univerzitní knihovna Bosny a Hercegoviny (Nacionalna i univerzitetska biblioteka Bosne i Hercegovine, založena 1945)
- Zemské muzeum Bosny a Hercegoviny (Zemaljski muzej Bosne i Hercegovine, založeno 1888)
- Gazi Husrev-begova knihovna (Gazi Husrev-begova biblioteka, založena 1537)

### Centra
- Univerzitní telekomunikační a informační centrum (Univerzitetski Tele-Informatički Centar, UTIC)
- Centrum pro lidská práva (Centar za ljudska prava, HRC)
- Centrum mezioborových studií (Centar za interdisciplinarne studije)

### Další součásti
- Studentský parlament (Studentski parlament)
- Studentské eFM rádio (Studentski eFM radio)
- Studentské centrum (Studentski centar)
- Akademické kulturní centrum Univerzity v Sarajevu (Akademski kulturni centar Univerziteta u Sarajevu, AKCUS)
- Univerzitní sportovní klub Bosna (Univerzitetsko sportsko društvo "Bosna")

## Rektoři
- 1949–1950 Vaso Butozan
- 1950–1952 Drago Krndija
- 1952–1956 Vaso Butozan
- 1956–1960 Edhem Čamo
- 1960–1965 Aleksandar Trumić
- 1965–1969 Fazli Alikalfić
- 1969–1972 Hamdija Ćemerlić
- 1972–1977 Zdravko Besarović
- 1977–1981 Arif Tanović
- 1981–1985 Božidar Matić
- 1985–1988 Ljubomir Berberović
- 1988–1991 Nenad Kecmanović
- 1991–1993 Jusuf Mulić
- 1993–1995 Faruk Selesković
- 1995–2000 Nedžad Mulabegović
- 2000–2004 Boris Tihi
- 2004–2006 Hasan Muratović
- 2006–2012 Faruk Čaklovica
- 2012–2016 Muharem Avdispahić
- 2016–0000 Rifat Škrijelj